# تانگ سان‌زانگ
تانگ سان‌زانگ یک راهب بودایی و زائر است که یکی از شخصیت‌های مرکزی در رمان کلاسیک چینی سیر باختر، نوشتهٔ وو چنگین در سدهٔ شانزدهم میلادی به‌شمار می‌رود. نام خانوادگی او در بدو تولد چِن (陳) بود، اما چون در نوزادی رها و در رودخانه‌ای پیدا شد، نام جیانگ لیو (江流; به معنای «شناور در رودخانه») را برایش برگزیدند که به شرایط یافت شدنش اشاره دارد. پس از آنکه به جمع راهبان پیوست، نام دارمایی او شوان‌زانگ (玄奘؛ به معنای «راز بزرگ») شد. بعدها، پس از آنکه با امپراتور تانگ سوگند برادری خورد، نام خانوادگی «تانگ» (唐) به او داده شد و در جریان سفر زیارتی‌اش، لقب «سان‌زانگ» (三藏، به‌معنای «سه سبد» که به تریپیتاکا، مجموعه متون مقدس بودایی اشاره دارد) را دریافت کرد. با این حال، او بیشتر با نام احترام‌آمیز تانگ سِنگ (唐僧، به معنای «راهب تانگ») شناخته می‌شود.
عنوان سان‌زانگ به مأموریت او برای یافتن متون مقدس بودایی معروف به سان‌زانگ‌جینگ یا «سه مجموعهٔ آموزه‌های بزرگ بودایی» اشاره دارد. در برخی ترجمه‌های انگلیسی سیر باختر، این عنوان به صورت تریپیتاکا آورده شده است که همان واژهٔ سانسکریت اصلی برای سان‌زانگ‌جینگ است. نام تانگ سان‌زانگ بازتاب‌دهندهٔ جایگاه او به عنوان برادر سوگندخوردهٔ امپراتور تای‌زونگ از دودمان تانگ است.

## برای مطالعهٔ بیشتر
- Bhat, Rama B. (2014). Xuan Zhang's mission to the West with Monkey King. New Delhi: Aditya Prakashan.
- Original text